# Korpás Éva
Korpás Éva (Komárom, 1971. május 18.) népdalénekes, előadóművész.

## Élete
1989-ben Komáromban a Magyar Tannyelvű Gimnáziumban érettségizett. Ezt követően a Nyitrai Pedagógiai Főiskolán szerzett alsó tagozatos tanítói diplomát.
Népdalénekesi pályafutását a komáromi Hajós Néptáncegyüttes szólóénekeseként kezdte. A pozsonyi Ifjú Szivek Táncegyüttesben is közreműködött, majd tizennégy éven át a budapesti Tükrös Zenekar énekese lett. Ennek eredménye 6 lemez volt, s 2001-ben megkapta a Népművészet Ifjú Mestere címet. 
2005-ben Balogh Kálmán cimbalomművésszel készített közös albumot, 2009-ben Berecz András mesemondó-énekes lemezén működött közre. 2007-től világzenével is foglalkozik. Malek Andreával 2012-ben megjelent közös lemezükön („Az ördögfióka és a tündér”) gyermekeknek szóló megzenésített verseket énekelt. A Rév Zenekar és a Ritka Magyar Folkband szólóénekese. 2013-ban, három kategóriában is elnyerte a Harmónia Díjat.

## Elismerései
- 2001 Népművészet Ifjú Mestere
- 2010 Fonogram díj (Tükrös)
- 2011 Fonogram díj (Rendhagyó Prímástalálkozó)
- 2013 Fonogram díj
- 2013 Harmónia Díj
- 2014 Mikola Anikó-díj
- 2017 Tehetségnagykövet (Szlovákiai Magyar Pedagógusok Szövetsége)
- 2018 Külhoni magyarságért-díj

## Művei (albumok)
- A mi Mezőségünk. (Tükrös Zenekar)
- 2005 Hajnalodik (RÉV zenekar)
- 2005 Ó, szép fényes hajnalcsillag – Magyar népi karácsonyi énekek
- 2007 Csalogató
- 2008 BrácsaTánc (RÉV zenekar)
- 2010 Szerelem, szerelem
- 2011 Szól a kakas, szól
- 2012 Az ördögfióka és a tündér
- 2015 A pozsonyi sétatéren
- 2015 Fecském
- 2018 Libidaridom